# Cochiti Indijanci
Cochiti, pueblo pleme Keresan Indijanaca sa zapadne obale Rio Grande u američkoj saveznoj državi Novi Meksiko. Cochiti pripadaju Istočnoj grani Keresa zajedno s pueblo plemenima Zia i San Felipe, Santa Ana i Santo Domingo Indijancima.  Istoimeni pueblo na kojemu je pleme locirano nalazi se 27 milja (43 km), jugozapadno od Santa Fea. U prošlosti su Cochiti imali i pueble Kuapa i Hanut Cochiti, nalazila su se 12 milja (19 km; 1 milja = 1,6 km) sjeverozapadno od današnjeg puebla; pueblo Haatze, blizu podnožja Sierre San Miguel, a njihov je raniji dom bio i na Tyuonyi i Potrero de las Vacas ili Rito de los Frijoles. 

## Kratka povijest -Sukob s Vargasom
Prije su oni i San Felipe Indijanci činili jedan narod koji se služio jednim jezikom. Kasnije su se razišli zbog neprijateljstava Tewa Indijanaca, njihovih sjevernih susjeda. Jedna grupa migrira na jug i utemeljuje novi pueblo, to je Katishtya (kasnije nazvan San Felipe), dok su se drugi naselili na Potrero Viejo, gdje su utemeljili barem pueblo Hanut Cochiti. Napuštajući i ovo selo oni se povlaće kojih 6 ili 7 milja na jug, na mjesto sadašnjeg puebla, na rijeci Rio Grande, gdje ih 1598. nalazi Oñate. Puebli 1680. podižu ustanak (Pueblo Revolt) u kojemu aktivno sudjeluju. U svome pueblu ostaju još 15 mjeseci nakon ustanka, kada su se morali povući sa San Felipe i Santo Domingo Keresima, San Marcos Tewama i Indijancima Taos i Picuris iz grupe Tiwa do Potrero Vieja, gdje su ostali do 1683., kada je izajvljeno da su opet sva sela San felipea naseljena. Od 1683. pa do 1692. Cochiti i saveznici im San Marcos i San Felipe ponovno moraju tražiti utočište u Potrero Viejo. U jesen te godine posjeti ih osvajač Novog Meksika Vargas, u njihovom gradu španjolcima poznatom kao Cieneguilla. Vargas ih nagovara da se vrate u svoja stalna naselja na Rio Grandeu. Cochiti to ne žele, i opet odlaze na Potreo, gdje ostaju do rane sljedeće godine. Tada naiđe Vargas sa 70 vojnika, 20 kolonista i 100 Indijanaca iz prijateljski mu plemena San Felipe, Santa Ana i u ponoć napadne pueblo. Cochiti su nagnani u bijeg, ali vargasovi indijanski saveznici ga napustiše, zbog zaštite svojih domova. Ovo oslabi vargasovu moć, Cochiti se vrate i iznenade Španjolce i uspiju osloboditi većinu svojih zarobljenih. Vargas ostade kratko vrijeme u pueblu, zapali ga i uzme sa sobom veliku količinu kukuruza i drugoga plijena uključujući i 200 zarobljenih žena. 

## Klanska podjela
Cochiti bijahu podijeljeni na sljedeće klanove (*izumrli): Oshach (Sun; Sunce), Tsits (Water; Voda), Itra (Cottonwood; Jagnjed, vrsta topole ), Shuwhami (Turquoise; Tirkiz), Mohkach (Mountain Lion; Puma), Kuhaia (Bear; Medvjed), Tanyi (Calabash; kalabasa, vrsta tikve), Shrutsuna (Coyote; Kojot), Hapanyi (Oak; Hrast), Yaka (Corn; kukuruz), Hakanyi (Fire; Vatra), *Dyami (Eagle; Orao) *Tsin (Turkey; Puran), *Kuts (Antelope; Antilopa), *Shruhwi (Rattlesnake; Čegrtuša), *Washpa (Dance-kilt; washpa, plesna pregača), *Kishqra (Reindeer?; značenje nepoznato, možda Los). Bandelier zapisuje i klanove Ivy i meksički klan Sage (nije u vezi s engl. riječi sage=kadulja).

## Stari puebli
- Haatze

## Vanjske poveznice
- Cochiti Indian Tribe History
- Cochiti pueblo